# 涙のゆくえ
『涙のゆくえ』（なみだのゆくえ）は、日本のロックバンド、Hump Backの2枚目のシングル。2018年12月5日、Vapより発売。

## 概要
メジャーデビュー後、2枚目となるシングル作品。同年夏リリースのメジャーデビューシングル『拝啓、少年よ』に続いてリリースされた。シングルのタイトルは『涙のゆくえ』であるが、同名の曲は収録されておらず「哀しみとの付き合い方とか涙の行く先について書いている歌詞が多かったらから、このタイトルになった」（ボーカルの林による発言）。
制作過程では、楽曲制作などの面で苦労があり、ボーカルの林が「大泣き」する事態を乗り越えて生まれたという。本作リリース後、バンドは「髪はしばらく切らないツアー」を開催している。また、ジャケットの子どもを写した写真はボーカルの林自らが撮影している。

## 収録曲
- 全作詞／全作曲：林萌々子、全編曲：Hump Back

1. 生きて行く [3:04]
  - セレッソ大阪創設25周年記念動画にて使用されている[4]。
2. クジラ [3:44]
  - 井樫彩による映画『真っ赤な星』主題歌[5]
3. のらりくらり [3:23]
4. 悲しみのそばに [2:44]
MVが制作されている。脇坂侑希が監督を手がける[6]。

## 批評
rockin'onの秋摩竜太郎は、本作について「この作品に刻まれている痛みや傷や不安や焦燥、さらに言えば、それでもなお生きていたい、歩き出すんだっていう等身大の意志は今のリスナーとシンクロするものだと思う」と述べ、現在のロックバンドのリスナーの意識や感情に、本作がフィットするものであることを指摘している。